# Grant Sherfield
Grant Payne Sherfield (Wichita, Kansas, 29 de octubre de 1999) es un jugador de baloncesto estadounidense que pertenece a la plantilla del Yalovaspor BK de la BSL turca. Con 1,88 metros de estatura, juega en la posición de base.

## Trayectoria deportiva

### Universidad
Es un base formado en North Crowley High School de Fort Worth, Texas hasta 2017, cuando ingresó en la Universidad Estatal de Wichita, situada en Wichita, Kansas, donde jugaría una temporada la División I de la NCAA con los Wichita State Shockers.
En 2020, ingresa en la Universidad de Nevada, situada en Reno, Nevada, donde jugaría durante dos temporadas la NCAA con los Nevada Wolf Pack, desde 2020 a 2022.
En 2022, en su última temporada universitaria forma parte de la Universidad de Oklahoma, situada en la ciudad de Norman, Oklahoma, donde jugaría la NCAA con los Oklahoma Sooners.

### Profesional
El 16 de agosto de 2023, firma por el Metropolitans 92 de la Pro A, la primera división del baloncesto francés.
En noviembre abandona el club frances para fichar por el Hapoel Be'er Sheva B.C. de la Ligat ha'Al israelí.
El 1 de julio de 2024 ficha por el SC Rasta Vechta de la Basketball Bundesliga, pero tras disputar solo dos partidos de la Basketball Champions League es cortado. El 11 de octubre ficha por el Yalovaspor BK de la BSL turca.